# Грабкув (Лодзинське воєводство)
Грабкув (пол. Grabków) — село в Польщі, у гміні Кутно Кутновського повіту Лодзинського воєводства.
Населення — 118 осіб (2011).
У 1975-1998 роках село належало до Плоцького воєводства.

## Демографія
Демографічна структура станом на 31 березня 2011 року:
|          | Загалом | Допрацездатний вік | Працездатний вік | Постпрацездатний вік |
| -------- | ------- | ------------------ | ---------------- | -------------------- |
| Чоловіки | 56      | 6                  | 42               | 8                    |
| Жінки    | 62      | 10                 | 39               | 13                   |
| Разом    | 118     | 16                 | 81               | 21                   |